# Cosquín Rock 2024
Cosquín Rock 2024 fue la vigésima tercera edición del festival Cosquín Rock. Tuvo lugar en el aeródromo de Santa María de Punilla, ubicado en la provincia de Córdoba, Argentina.
El 17 de agosto de 2023 fueron anunciadas las fechas del festival, que serían el 10 y 11 de febrero, mientras que la preventa inició el 22 del mismo mes. En septiembre del mismo año fueron anunciados los artistas, con Babasónicos, Divididos y Skay y los Fakires como números nacionales destacados, Molotov y La Vela Puerca, representando el rock de Latinoamérica, y Slash como estrella internacional. Como en años anteriores, el festival incluyó música trap, con la presencia de Duki y Tiago PZK, así como también música electrónica, con Gordo y Steve Aoki, entre otros.
El 19 de enero de 2024, fueron anunciados tempranamente los horarios y distribución de cada escenario. Se supo que los cierres de los principales escenarios, Norte y Sur, estarían a cargo de Los Auténticos Decadentes y Caras Extrañas, el primer día, y Damas Gratis y Molotov, el segundo. Además, los cierres alternativos estarán a cargo de las fiestas Polenta, Sabor y Fiesta Bresh, y de los DJ Anita B. Queen y Claptone, en el Escenario Montaña.
El festival tuvo una concurrencia de 100 mil asistentes.

## Grilla
| Sábado 10 de febrero                                                                                | Sábado 10 de febrero | Sábado 10 de febrero | Sábado 10 de febrero                         | Sábado 10 de febrero                        | Sábado 10 de febrero                | Sábado 10 de febrero |
| Escenario Norte                                                                                     | Escenario Sur        | Escenario Montaña    | Escenario Boomerang                          | Escenario Paraguay                          | La Casita del Blues                 |                      |
| --------------------------------------------------------------------------------------------------- | -------------------- | -------------------- | -------------------------------------------- | ------------------------------------------- | ----------------------------------- | -------------------- |
| Los Auténticos Decadentes                                                                           | Caras Extrañas       | Claptone             | Fiesta Polenta                               | Fiesta Sabor: Villa Diamante y Coneja China | Julieta Laso                        |                      |
| Conociendo Rusia                                                                                    | La Vela Puerca       | Gordo                | León Cordero                                 | Sabor Canela                                | Escalandrum                         |                      |
| Babasónicos                                                                                         | Skay y los Fakires   | Victoria Engel       | 1915                                         | Sara Hebe                                   | Iván Singh y Alicia Ya Yah Townsend |                      |
| Dillom                                                                                              | Divididos            | Tiago PZK            | Isla de Caras                                | Ke Personajes                               | Cuatro al Hilo                      |                      |
| Los Pericos y Amigos (Los Auténticos Decadentes, Emanuel Noir, Sebastián Teysera y El Negro Videla) | Airbag               | Lali                 | Alan Sutton y las criaturitas de la ansiedad | La Delio Valdez                             | Wayra Iglesias                      |                      |
| Nafta                                                                                               | Sueño de Pescado     | Miranda!             | Dante Spinetta                               | Los Tabaleros                               | Miau Trío                           |                      |
| Silvestre y la Naranja                                                                              | La Mississippi       | Bandalos Chinos      | Melanie Williams & El Cabloide               | Los Peñaloza                                | Marlene                             |                      |
| Natalie Pérez                                                                                       | La Chancha Muda      | Arde Bogotá          | Veintiuno                                    | Luana                                       | The Rockmen                         |                      |
| Blair                                                                                               | Winona Riders        | Shinova              | Pedro Pastor                                 | Kamada                                      |                                     |                      |
| |                      |                      | Martín Giusta                                |                                             |                                     |                      |

| Domingo 11 de febrero | Domingo 11 de febrero                          | Domingo 11 de febrero | Domingo 11 de febrero | Domingo 11 de febrero | Domingo 11 de febrero | Domingo 11 de febrero |
| Escenario Norte       | Escenario Sur                                  | Escenario Montaña     | Escenario Boomerang   | Escenario Paraguay    | La Casita del Blues   |                       |
| --------------------- | ---------------------------------------------- | --------------------- | --------------------- | --------------------- | --------------------- | --------------------- |
| Damas Gratis          | Fiesta Bresh                                   | Anita B Queen         | Koino Yokan           | Alborosie             | Laretha Weathersby    |                       |
| Duki                  | Molotov                                        | Steve Aoki            | El Zar                | Don Carlos            | Bourbon Sweethearts   |                       |
| YSY A                 | Las Pelotas                                    | Peces Raros           | Los Tipitos           | Dancing Mood          | Riel                  |                       |
| Los Caligaris         | Slash feat. Myles Kennedy and The Conspirators | Usted Señalemelo      | Ben Yart              | Mimi Maura            | Toyo + Taryn Szpilman |                       |
| Snow Tha Product      | Ciro y los Persas                              | Catupecu Machu        | Muerejoven            | Stailok               | The Last Train        |                       |
| Milo J                | Las Pastillas del Abuelo                       | El Kuelgue            | Santi Muk             | Alika                 | So                    |                       |
| Neo Pistea            | Cruzando el Charco                             | Estelares             | Paz Carrara           | Panal                 | Alapar                |                       |
| Yami Safdie           | El Bordo                                       | Leo Rizzi             | Odd Mami              | Army of Dub           | La Golo's Band        |                       |
| Rosa Profunda         | Nenagenix                                      |                       | Simona                |                       | PAX & The Baby Boys   |                       |
|                       |                                                |                       | Ill Quentin           |                       |                       |                       |
|                       |                                                |                       | Camilú                |                       |                       |                       |

## Transmisión
El evento se transmitió en Latinoamérica por primera vez a través del canal de televisión Star Channel y del servicio de streaming Star+.

## Repercusión política
Durante el set de Lali, la cantante cambió la letra de su canción «¿Quiénes son?» para cuestionar las críticas recibidas semanas atrás en redes sociales por su posicionamiento político, opositor al presidente Javier Milei. El nuevo verso decía: "Que si fumo, que si vivo, que si digo, que si bebo, que si vivo del Estado". Seguidamente, criticó a "los mentirosos, los giles, las malas personas, los antipatria".
En una entrevista posterior con La Nación +, el presidente aseguró que el festival recibió "mil millones de pesos" en subsidios para realizarse y que por ende "Lali Depósito" (en referencia a Espósito, el apellido de la artista) "cobró de la (plata) del Estado" para estar ahí.
La cantante contestó con un descargo realizado en Instagram, en el cual afirmó que trabaja desde los 10 años: "No conozco otra cosa que no sea trabajar y así me gano lo mío siempre". Además, aclaró: "Respeto, aunque no comparto, que su plan dé la espalda o no priorice a la cultura, pero creo que la demonización de una industria y de las personas que la conforman no es el camino, siento que la asimetría de poder entre Ud y los que ataca por pensar distinto y la información falsa vuelve a su discurso injusto y violento".
Numerosos artistas expresaron públicamente su apoyo a Lali, entre los que se encontraron María Becerra, Ricardo Mollo, Catriel Ciavarella, Andrés Ciro Martínez, Ángela Torres, Barbi Recanati, Marilina Bertoldi, Nicki Nicole, Juanchi Baleirón, Iván Noble, Emiliano Brancciari, Chita y las bandas Nonpalidece y Conociendo Rusia, entre otras.
El otro artista cuestionado por su actuación por algunos medios de comunicación fue Dillom. El trapero hizo un cover de la canción «Sr. Cobranza» de Las Manos de Filippi y también realizó un cambio de letra. Donde la original decía "Norma Plá a Cavallo lo tiene que matar", el cantante pronunció "A Caputo en la plaza lo tienen que matar", en referencia al ministro de Economía Luis Caputo.
Su actuación le valió una denuncia "por incitación a la violencia y amenaza agravada". Consultado por el diario La Voz del Interior, Hernán de Vega, autor de la canción, respondió: "¿Acaso no es incitación a la violencia quitarle la comida a la gente que necesita mandar a sus hijos a los comedores o congelar los salarios en un contexto de inflación gigante?".